# Rött ananasäpple
Rött ananasäpple är en äppelsort vars ursprung är okänt. Detta äpplets skal är blankt och glänsande, och köttet som är aromatiskt har en aning syrlig smak. Äpplet mognar omkring september/oktober och kan därefter förvaras någon månad. Rött ananasäpple är främst ett ätäpple, och äpplen som pollineras av Rött ananasäpple är bland annat Aroma, Eldrött duväpple, Filippa, Guldborg, James Grieve, Stenbock, Summerred och Transparente blanche. I Sverige odlas Rött ananasäpple gynnsammast i zon 1-2.
Sorten började att säljas i Sverige år 1896 av Alnarps Trädgårdar.